# 八字桥圣若瑟堂
八字桥圣若瑟堂为位于中国浙江省绍兴市越城区八字桥直街24号的一座天主教堂，东邻八字桥，属宁波教区，最初由法国籍传教士刘安多（Andre Rene Guillot）创立于清同治十年（1871），光绪二十九年（1903）由意大利籍神甫谢培德（Jaoques Chianello）与法国籍传教士马继良主持扩建，光绪三十三年（1907）建成，其附近曾陆续建有仁慈堂、养老院、育婴所、培德小学、便民布厂和便民火柴厂等。教堂坐北朝南，外观采用罗曼式风格，外壁呈粉红色，内壁呈乳白色，可容纳七百余人，文革时期曾被绍兴市剧团占用，1988年7月复堂。